# Запис Жолетова липа (Белица)
Запис Жолетова липа (Белица) се налази на парцели чији је власник Град Јагодина.

## Локација
| Општина             | Јагодина                                                                    |
| Катастарска општина | Белица                                                                      |
| Потес               | Село                                                                        |
| Координате          | 43° 56′ 38″ С; 21° 07′ 27″ И / 43.943800000000003° С; 21.124099999999999° И |
| Надморска висина    | 194m                                                                        |

## Карактеристике
Дендрометријске вредности утврђене на терену и сателитским снимцима:
| Стабло                     | Липа |
| Висина стабла              | m    |
| Обим дебла                 | m    |
| Пречник крошње             | 0m   |
| Пречник дебла              | m    |
| Висина дебла до прве гране | m    |

## База записа
Запис је у оквиру Викимедија пројекта "Запис - Свето дрво" заведен под редним бројем 1131.